# Eilema pulvereola
Eilema pulvereola là một loài bướm đêm thuộc phân họ Arctiinae, họ Erebidae.